# Tommy Trash
Tommy Trash cuyo nombre real es Thomas Olsen, es un DJ y productor australiano de electro house. Estuvo radicado en Londres y actualmente se sitúa en Los Ángeles, California. En 2013 apareció por última vez en el Top 100 en la encuesta realizada por la revista DJmag ocupando el puesto número 55. En 2014 quedó al margen de los 100 primeros ubicándose en el número 145.

## Biografía
El artista nominado a los premios ARIA en 2009 Tommy Trash, es una de las máximas promesas de la escena electrónica, considerado como una de las revelaciones del 2011.
Desde que irrumpió en la escena desde el 2006, Tommy se ha destacado en los charts electrónicos y en las pistas de baile, con más de 45 producciones entre originales y remixes, rápidamente se afianzó como uno de los artistas más talentosos y prolíficos de Australia.
Su consagración llegaría recién en el año 2011, gracias a su producción titulada "The End", siendo uno de sus mayores éxitos hasta la fecha. Convertido en uno de los himnos del verano boreal, fue respaldada por reconocidos DJs internacionales como el caso de David Guetta, Swedish House Mafia, Afrojack y Laidback Luke. "The End", impuso a Tommy firmemente en el centro de atención internacional .
Antes de "The End", lanzó "All My Friends" en 2010, en colaboración con Tom Piper y Mr. Wilson en las voces, con quien ya había prestado su voz en “Need Me To Stay”, canción nominada a los premios ARIA como "Mejor Lanzamiento Dance" en 2009. "All My Friends", supo permanecer seis semanas en el primer puesto del ARIA Club Charts. Debido a su gran repercusión, fue reeditado por Ministry of Sound en el Reino Unido y Alemania, y logró alcanzar la ubicación número 11 en el UK Cool Cuts.
Tommy también lanzó numerosas producciones en los sellos de renombre de todo el mundo, como Ministry Of Sound, CR2, Great Stuff, Great Stuff, Stealth, Toolroom y Subliminal, y tiene programado lanzar sus próximos trabajos por Dim Mak, Musical Freedom, Mixmash, Rising y Pinkstar. Ha colaborado con productores como John Dahlback, Moguai y Angger Dimas, y remixó a numerosos artistas de la talla de Armand Van Helden, Kaskade, Green Velvet, Gypsy And The Cat, Ou Est Le Swimming Pool, Dabruck & Klein y EDX, entre otros.
Desde el 2007, lanza una serie de compilados por el sello Ministry of Sound de Australia, con el nombre de “Electro House Sessions”, en compañía de varios productores australianos, entre ellos se encuentran The Stafford Brothers, Goodwill, Dirty South y Sam La More.
Para el 2012, ya tiene preparado una gran cantidad de producciones, entre ellas se encuentra la titulada “Cascade”, lanzada bajo el sello PinkStar y su colaboración en el álbum "Mpire" del productor alemán Moguai, en el track titulado “In N' Out”. En ese año se destacaron sus remixes para Steve Aoki del sencillo “Ladi Dadi”, y su versión de “The Veldt” para Deadmau5, la cual fue nominada a los Grammy a la "Mejor grabación remixada".
El 21 de septiembre se lanzó ``Reload´´, una coproducción junto a Sebastian Ingrosso, por el sello del sueco, Refune Records.
En octubre lanzó un nuevo sencillo llamado «Sunrise (Won't Get Lost)» junto a The Aston Shuffle. Además contribuyó en la producción del cuarto álbum de Example, The Evolution of Man en la canción «Crying Out for Help». En mayo de 2013 re lanzan la versión vocal de "Reload" con las voces del cantante sueco John Martin, la cual alcanzó la tercera posición en la lista de sencillos del Reino Unido.
En 2014 participó en la producción del álbum Kiss Me Once de Kylie Minogue en la canción «Mr. President».

## Discografía

### Sencillos
- 2007: “It's A Swede Thing” (con Goodwill)
- 2007: “Fuck To The Bass” (con Tom Piper)
- 2007: “Slide”
- 2007: “One More” (con Tom Piper)

- 2008: “Amsterdam EP”
- 2008: “Lover Lover” (con Patsy Galore)
- 2008: “Australia”
- 2008: “Let Me Love You”

- 2009: “Need Me To Stay” (con Mr. Wilson)
- 2009: “My Eternity”
- 2009: DBN, Tommy Trash feat. Michael Feiner – “Stars”

- 2010: “Stay Close / Beautiful”
- 2010: “Stopwatch”
- 2010: Carl Kennedy & Tommy Trash Feat. Rosie Henshaw – “Blackwater”
- 2010: “The Bum Song” (con Tom Piper)
- 2010: “Bomjacker” (con DBN)
- 2010: Tommy Trash & Tom Piper feat. Mr. Wilson – “All My Friends”

- 2011: Angger Dimas vs Tommy Trash – “Big Fucking House”
- 2011: Tommy Trash, NO_ID & Sebastien Lintz – “Nothing Left To Lose”
- 2011: John Dahlbäck, Tommy Trash & Sam Obernik – “Come Undone”
- 2011: “The End”
- 2011: “Voodoo Groove” (con Sebastien Lintz)
- 2011: “Future Folk”
- 2011: “Mr President”
- 2011: “Blair Bitch Project”
- 2011: “Monkey See Monkey Do”
- 2011: “Ohrwurm”

- 2012: “Sex, Drugs, Rock N Roll”
- 2012: “Cascade”
- 2012: “In N' Out” (colaboración con Moguai, incluido en su álbum "Mpire")
- 2012: Digitalism vs. Tommy Trash – “Falling”
- 2012: ``Reload´´ (con Sebastian Ingrosso) [Refune]
- 2012: “Truffle Pig” [Fool's Gold]
- 2012: “Tuna Melt” (con A-Trak) [Refune]

- 2013: “Reload” (con Sebastian Ingrosso & John Martin) (Vocal Mix) [Refune]
- 2013: “Monkey in Love” [Size]
- 2013: “Hounds of Hell” (con Wolfgang Gartner) [Kindergarten Records]
- 2013: “Fuckwind”

- 2014: "Freshwater"
- 2014: "The Little Death" (con KillaGraham) [Spinnin' Records]
- 2014: "Lord Of The Trance" [Hysteria Records]
- 2014: "HEX" (con Wax Motif) (Protocol Recordings)
- 2014: "Love Like This" (con Henry Fong junto a Faith Evans) (Revealed Recordings)

- 2015: "About U" (con BURNS) [Spinnin' Records]
- 2015: "Wake the Giant" (con JHart) [Armada Music]
- 2015: "Louder" (con Kill The Noise) [OWSLA]
- 2015: Luv U Giv EP [Fool's Gold Records]
  - "Luv U Giv"
  - "Body Movin"
  - "Me & U" (feat. Anna Lunoe)

### Remixes
2006:
- Sugiurumn – “Star Baby” (Goodwill & Tommy Trash Remix)

2007:
- Green Velvet Feat. Walter Phillips – “Shake And Pop”
- Delta Goodrem – “Believe Again”
- The Veronicas – “Hook Me Up”
- Benjamin Bates – “Two Flies”
- Tom Novy – “Unexpected”
- Arno Cost & Arias – “Magenta” (Goodwill & Tommy Trash Exclusive Remix)
- Anton Neumark – “Need You Tonight” (Goodwill & Tommy Trash Remix)
- Grafton Primary – “Relativity”
- Armand Van Helden – “I Want Your Soul”
- My Ninja Lover – “2 x 2” (Tommy Trash Vs. My Ninja Lover Remix)

2008:
- The Camel Rider & Mark Alston Feat. Mark Shine – “Addicted”
- Faithless – “Insomnia 2008” (Tommy Trash Electro Mix)
- Karton – “Never Too Late” (Tommy Trash & fRew Remix)
- Mason – “The Ridge”
- Dabruck & Klein – “Cars”
- Soul Central Feat. Abigail Bailey – “Time After Time”
- Meck feat. Dino – “So Strong”
- Kaskade – “Step One Two”

2009:
- Chili Hifly feat. Jonas – “I Go Crazy”
- fRew & Chris Arnott Feat. Rosie Henshaw – “My Heart Stops”
- Orgasmic & Tekitek – “The Sixpack Anthem”
- Neon Stereo – “Feel This Real”
- Lady Sovereign – “I Got You Dancing”

2010:
- Hiroki Esashika – “Kazane”
- Dave Winnel – “Festival City”
- Bass Kleph – “Duro”
- Stafford Brothers feat. Seany B – “Speaker Freakers”
- DBN – “Chicago”
- Idriss Chebak – “Warm & Oriental”
- Anané – “Plastic People”
- Pocket808 feat. Phil Jamieson – “Monster (Babe)”
- Dimitri Vegas & Like Mike feat. Vangosh – “Deeper Love”
- Jacob Plant feat. JLD – “Basslines In”
- The Potbelleez – “Shake It”

2011:
- fRew and Chris Arnott Feat. Rosie – “This New Style”
- The Immigrant – “Summer Of Love (She Said)”
- Gypsy & The Cat – “Jona Vark”
- Grant Smillie Feat. Zoë Badwi – “Carry Me Home”
- BKCA aka Bass Kleph & Chris Arnott – “We Feel Love”
- Richard Dinsdale, Sam Obernik & Hook N Sling – “Edge Of The Earth”
- John Dahlbäck ft. Erik Hassle – “One Last Ride”
- EDX Feat. Sarah McLeod – “Falling Out Of Love”
- Dirty South & Thomas Gold feat. Kate Elsworth – “Alive”
- Moby – “After”
- Zedd – “Shave It”
- Steve Forte Rio feat. Lindsey Ray – “Slumber”
- R3hab & Swanky Tunes feat. Max C – “Sending My Love”
- Timbaland feat. Pitbull – “Pass at Me”

2012:
- Swedish House Mafia & Knife Party – “Antidote”
- Steve Aoki feat. Wynter Gordon – “Ladi Dadi”
- Chris Lake – “Build Up” (Tommy Trash Edit)
- Pnau – “Unite Us”
- Nadia Ali – “When It Rains”
- Nicky Romero – “Toulouse”
- fRew feat. John Dubbs & Honorebel – “Wicked Woman”
- Moguai & Tommy Trash – In N' Out (Tommy Trash Club Mix)
- Deadmau5 Ft. Chris James – “The Veldt” (Tommy Trash Remix)
- Cubic Zirconia – “Darko”
- The Aston Shuffle – “Sunrise (Won't Get Lost)” (Tommy Trash Version)

2013:
- Sub Focus feat. Alex Clare – “Endorphins”
- Destructo – “Higher”
- Empire of the Sun – “Celebrate”

2015:
- Caribou – “Can't Do Without You”
- Tiga – “Bugatti”